# Поляны (Выборгский район)
Поля́ны (до 1948 — Уусикиркко, фин. Uusikirkko) — посёлок в Выборгском районе Ленинградской области. Административный центр Полянского сельского поселения.

## Название
Финское название Уусикиркко в переводе означает «Новая церковь». Село Уусикиркко объединяло около дюжины мелких селений, имевших свои собственные названия: Кирксилта (Церковный мост), Линкка, Иткумяки (Холм плача), Сувеноя (Летний ручей) и другие.
В начале лета 1947 года селу Уусикиркко было решено дать новое, условно переводное название Новинка, но решением расширенного заседания исполкома Кайпиальского сельсовета депутатов трудящихся от 26 июня 1947 года оно было изменено на Поляны.
Переименование было закреплено указом Президиума ВС РСФСР от 13 января 1949 года.

## История
Постоянное поселение в Полянах существовало ещё с каменного века. Как самостоятельный приход Уусикиркко впервые упоминается в 1445 году, когда он отделился от прихода Муолаа.

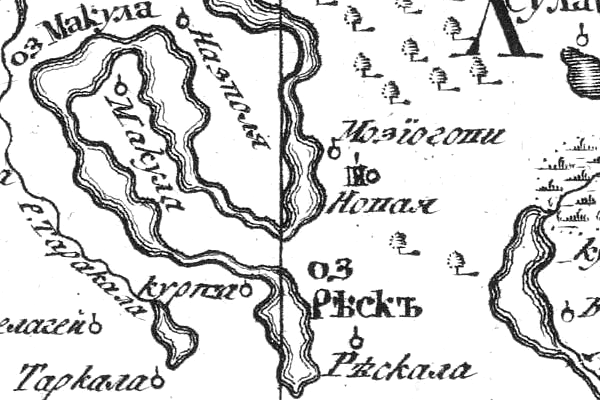
Село Новая на русской карте 1745 года

В 1911 году, по предложению российского императора, волости Уусикиркко и Кивеннапа, по причине большого количества русскоязычного населения, хотели присоединить к Санкт-Петербургской губернии, но предложение не утвердил финский парламент.
После заключения в 1920 году Тартуского мирного договора, волость Уусикиркко вошла в состав Финляндии.

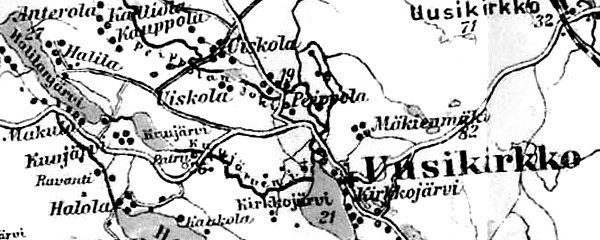
Село Уусикиркко на финской карте 1923 года

До 1939 года село Уусикиркко являлось административным центром одноимённой волости Выборгской губернии Финляндской республики. Село насчитывало более 150 домов, электрифицировано, в одном из домов был оборудован телефонный переговорный пункт. Также имелась больница, две аптеки, полицейский участок, муниципалитет, уездный суд, сбербанк, постоялый двор, пекарня, кожевенные, красильная, ткацкая и часовая мастерские, фотоателье, лесопилка, кафе и несколько магазинов. Из образовательных учреждений — начальная и средняя школы, Земледельческая школа, школа домоводства, залоговая библиотека и небольшой частный домашний музей. В селе активно действовали Молодежное общество, спортивное общество «Терявя» («Острое») и организация шюцкора. В своем распоряжении они имели стадион и тренировочный зал. В летнее время организовывались детские оздоровительные лагеря для выборжан «Кайкула» и «Сувела». Наиболее зажиточные хозяева имели собственные автомобили. В деревне действовало частное автопредприятие, занимавшееся автобусными пассажироперевозками по маршруту Териоки — Уусикиркко — Выборг.
В 1940 году, после заключения Московского мирного договора, Уусикиркко перешла Советскому Союзу и до 30 сентября 1948 года находилась в составе Томмиловского сельсовета Каннельярвского (Райволовского) района. В 1940 году в селе был организован совхоз «Поляны».
С 1 июля 1941 года по 31 мая 1944 года — финская оккупация. После войны-продолжения население Уусикиркко было размещено в следующих волостях региона Сало: Ангелниеми, Халикко, Каруна, Коски , Марттила, Пернио, Сауво и Сомеро.
С 1 октября 1948 года в составе Кайпальского сельсовета Койвистовского района.
С 1 января 1949 года учитывается административными данными как деревня Поляны в составе Старорусского сельсовета Рощинского района. С 1 января 1954 года — в составе Горьковского сельсовета. С 1 января 1959 года — в составе Полянского сельсовета.
В 1961 году население деревни составляло 513 человек. С 1 февраля 1963 года — в составе Выборгского района. Согласно данным 1966 и 1973 годов посёлок Поляны входил в состав Полянского сельсовета и являлся его административным центром. В середине 1970-х годов в посёлке шло строительство многоквартирных домов. В центре посёлка выросло здание администрации, торгового центра и Дома культуры.
Согласно данным 1990 года посёлок Поляны являлся административным центром Полянского сельсовета, в состав которого входили 29 населённых пунктов общей численностью населения 10 937 человек. В самом посёлке Поляны проживали 1253 человека.
В 1997 году в посёлке Поляны Полянской волости проживали 1459 человек, в 2002 году — также 1459 человек (русские — 90 %). Посёлок являлся административным центром волости.
В 2007 году в посёлке Поляны Полянского СП проживали 1442 человека, в 2010 году — 1363 человека.

## География
Посёлок расположен в южной части района на автодороге 41К-083 (Молодёжное — Черкасово) в месте примыкания к ней автодороги 41К-088 (Голубые Озёра — Поляны).
Расстояние до районного центра — 60 км.
Расстояние до ближайшей железнодорожной станции Каннельярви — 9 км.
Посёлок находится на восточном берегу Полянского озера.

## Демография
| 2007 | 2010  | 2017  | 2021  |
| ---- | ----- | ----- | ----- |
| 1442 | ↘1363 | ↗1436 | ↘1337 |

## Иллюстрации

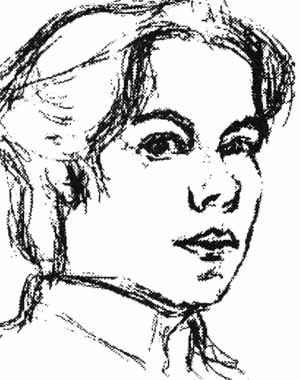
Автопортрет Елены Матюшиной (Гуро). 1909 год
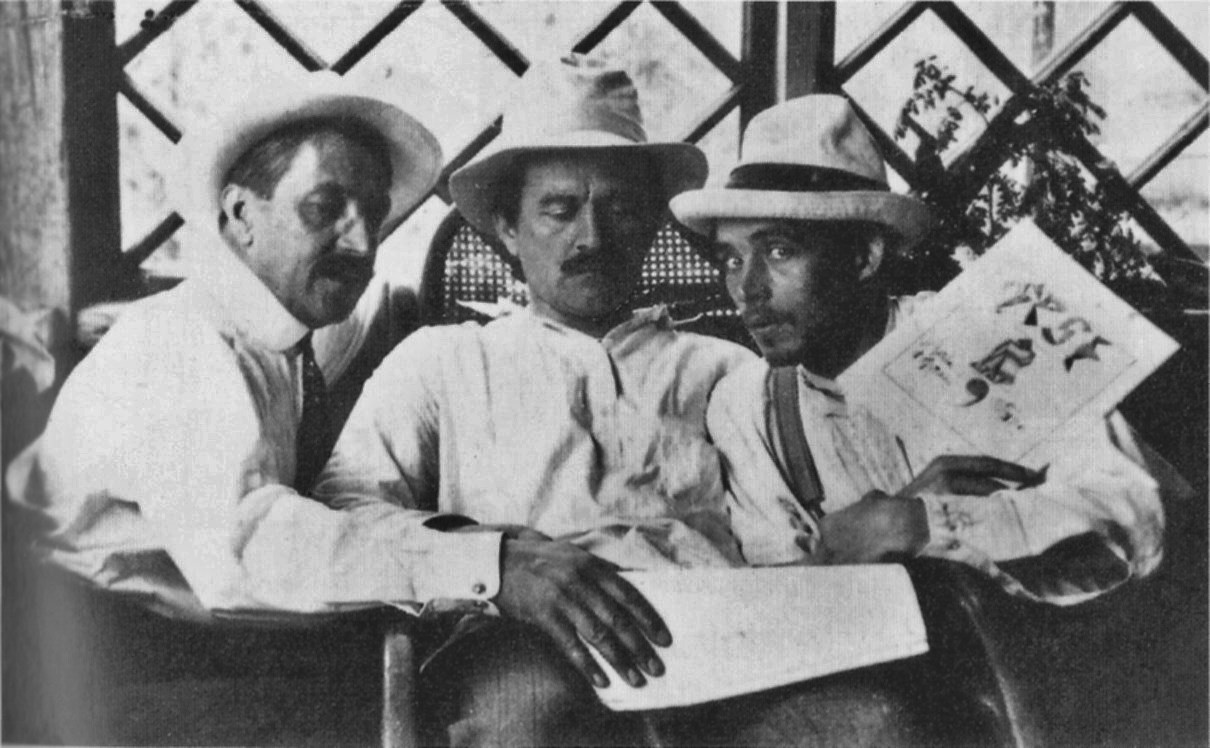
Михаил Матюшин, Казимир Малевич и Алексей Кручёных на даче в Уусикиркко. 8 июля 1913 года.

## Улицы
1-я Озёрная, 2-я Озёрная, 3-я Озёрная, 4-я Озёрная, Берёзовая, Береговая, Брусничный проезд, Вербный тупик, Выборгское шоссе, Горный проезд, Дачная, Детский проезд, Дружбы переулок, Ершовая, Загородная, Заречная, Звёздная, Зелёная аллея, Зелёный проезд, Камышовая, Круговая, Липский проезд, Майский переулок, Механизаторов, Молодёжный проезд, Молодежная, Новосельский проезд, Песочная, Подгорная, Полевая, Полянский проезд, Придорожный проезд, Радужный проезд, Родниковая, Рубежная, Сельская, Семейная, Спортивная, Травяной проезд, Третьепольский проезд, Учительская, Уютный проезд, Финская, Фонтанная, Харалужная, Цветочная, Школьный проезд, Ясная.